# Akshay Kumar
Akshay Kumar (hindi: अक्षय कुमार, urodzony Rajiv Hari Om-Bhatia, 9 września 1967 w Amritsarze w Pendżabie) – bollywoodzki aktor. Jego żoną od 2001 roku jest Twinkle Khanna, od zamążpójścia niewystępująca już aktorka indyjska (Baadshah z Shah Rukh Khanem).

## Filmografia
| Rok  | Film                             | Rola                          | Nagrody |
| ---- | -------------------------------- | ----------------------------- | --- |
| 1991 | Saugandh                         | Shiva                         | |
| 1992 | Dancer                           | Raja                          | |
| 1992 | Mr. Bond                         | Mr. Bond                      | |
| 1992 | Khiladi                          | Raj Malhotra                  | |
| 1992 | Deedar                           | Anand Malhotra                | |
| 1993 | Ashaant                          | Vijay                         | |
| 1993 | Dil Ki Baazi                     | Vijay                         | |
| 1993 | Kayda Kanoon                     | Daud                          | |
| 1993 | Waqt Hamara Hai                  | Vikas Sabkuchwala             | |
| 1993 | Sainik                           | Suraj Dutt                    | |
| 1994 | Elaan                            | Vishal Chaudhry               | |
| 1994 | Yeh Dillagi                      | Vijay Saigal                  | nominacja do Nagrody Filmfare dla Najlepszego Aktora                                                                                 |
| 1994 | Jai Kishen                       | Jai Verma/Kishen              | |
| 1994 | Mohra                            | Amar Saxena                   | |
| 1994 | Main Khiladi Tu Anari            | Karan Joglekar                | |
| 1994 | Ikke Pe Ikka                     | Rajiv                         | |
| 1994 | Amanat                           | Amar                          | |
| 1994 | Suhaag                           | Raj                           | |
| 1994 | Nazar Ke Samne                   | Jai Kumar                     | |
| 1994 | Zakhmi Dil                       | Jayadev Anand                 | |
| 1994 | Zaalim                           | Ravi                          | |
| 1994 | Hum Hain Bemisaal                | Vijay Sinha                   | |
| 1995 | Paandav                          | Vijay                         | |
| 1995 | Maidan-E-Jung                    | Karan                         | |
| 1995 | Sabse Bada Khiladi               | Vijay Kumar/Lallu             | |
| 1996 | Tu Chor Main Sipahi              | Amar Varma                    | |
| 1996 | Khiladiyon Ka Khiladi            | Akshay Malhotra               | |
| 1997 | Sapoot                           | Prem                          | |
| 1997 | Lahu Ke Do Rang                  | Sikandar Davai                | |
| 1997 | Insaaf                           | Vikram                        | |
| 1997 | Daava                            | Arjun                         | |
| 1997 | Tarazu                           | Inspektor Ram Yadav           | |
| 1997 | Mr. and Mrs. Khiladi             | Raja                          | |
| 1997 | Serce jest szalone               | Ajay                          | |
| 1997 | Aflatoon                         | Rocky/Raja/Parimal Chaturvedi | |
| 1998 | Keemat: They Are Back            | Dev                           | |
| 1998 | Angaaray                         | Amar                          | |
| 1998 | Barood                           | Jai Sharma                    | |
| 1999 | Aarzoo                           | Vijay Khanna                  | |
| 1999 | International Khiladi            | Devraj/Rahul                  | |
| 1999 | Zulmi                            | Raj                           | |
| 1999 | Sangharsh                        | Profesor Aman Varma           | |
| 1999 | Bestia                           | Badshah/Babu Lohaar           | |
| 2000 | Hera Pheri                       | Raju                          | |
| 2000 | Dhadkan                          | Ram                           | |
| 2000 | Khiladi 420                      | Dev Kumar/Anand Kumar         | |
| 2001 | Więzy miłości                    | Ajay Kapoor                   | |
| 2001 | Ajnabee                          | Vikram Bajaj                  | Nagroda Filmfare za Najlepszą Rolę Negatywną                                                                                         |
| 2002 | Wiem, czym jest miłość           | Raj Malhotra                  | |
| 2002 | Aankhen                          | Vishwas Prajapati             | |
| 2002 | Awara Paagal Deewana             | Guru Gulab Khatri             | |
| 2002 | Jaani Dushman: Ek Anokhi Kahani  | Atul                          | |
| 2003 | Talaash: The Hunt Begins...      | Arjun                         | |
| 2003 | Andaaz                           | Raj Malhotra                  | |
| 2004 | Ghar Grihasti                    |                               | gościnnie |
| 2004 | Khakee                           | Inspektor Shekhar Verma       | nominacja do Nagrody Filmfare dla Najlepszego Aktora Drugoplanowego                                                                  |
| 2004 | Police Force: An Inside Story    | Vijay Singh                   | |
| 2004 | Aan: Men at Work                 | DCP Hari Om Patnaik           | |
| 2004 | Meri Biwi Ka Jawaab Nahin        | Inspector Ajay                | |
| 2004 | Pobierzmy się                    | Sunny Khurana/Arun            | nominacja do Nagrody Filmfare dla Najlepszego Aktora Drugoplanowego nominacja do Nagrody Filmfare dla Najlepszego Aktora Komediowego |
| 2004 | Hatya: The Murder                | Ravi                          | |
| 2004 | W sieci miłości                  | Raj Malhotra                  | |
| 2004 | Ab Tumhare Hawale Watan Saathiyo | Major Rajeev                  | |
| 2005 | Insan                            | Amjad                         | |
| 2005 | Bewafaa                          | Raja                          | |
| 2005 | Waqt: The Race Against Time      | Aditya Takur                  | |
| 2005 | Mere Jeevan Saathi               | Vicky                         | |
| 2005 | Garam Masala                     | Mac/Makrand                   | Nagroda Filmfare dla Najlepszego Aktora Komediowego                                                                                  |
| 2005 | Dosti: Friends Forever           | Raj                           | |
| 2005 | Deewane Huye Pagal               | Rocky                         | |
| 2006 | Family: Ties of Blood            | Shekhar                       | |
| 2006 | Humko Deewana Kar Gaye           | Aditya Malhotra               | |
| 2006 | Phir Hera Pheri                  | Raju                          | |
| 2006 | Zakochać się jeszcze raz         | Agastya Rao                   | |
| 2006 | Bhagam Bhag                      | Bunty                         | |
| 2007 | Namastey London                  | Arjun                         | |
| 2007 | Heyy Babyy                       | Arush                         | |
| 2007 | Bhool Bhulaiyaa                  | Dr. Aditya Shrivastav         | |
| 2007 | Om Shanti Om                     | gra siebie                    | gościnnie |
| 2007 | Welcome                          | Rajiv Saini                   | |
| 2008 | Zabójczy styl                    | Bachchan Pandey               | |
| 2008 | Eight By Ten                     |                               | w produkcji |
| 2008 | Król z przypadku                 | Happy, Amritpal Maan Singh    | [ 2 ] |
| 2008 | Chandni Chowk to China           | Sidhu                         | |
| 2015 | Brothers                         | David Fernandes               | |

## Odznaczenia
- Order Padma Shri (2009)

## Nagrody
- Nagroda Filmfare
  - Najlepsza Rola Negatywna: 2002 Ajnabee
  - Najlepszy Aktor Komediowy: 2006 Garam Masala